# 李秉鈞
李秉鈞（1873年—1904年），一名秉均，字子桂，號石樵。台灣台北艋舺人，出身耕讀傳家，清代貢生，日治後曾任台北縣參事、舊慣調查會委員、台灣日日新報編輯。長於詩文書畫，師承黃中理。曾參加日本人「玉山吟社」詩會活動，著有《石樵集》八卷，已散佚。部份收錄於《台灣日日新報》。

## 生平
1885年中法戰爭西仔反之暖暖坐探委員。且因戰功成為候補縣丞。同年10月17日，將領劉朝祜率領軍隊，會同李秉鈞、劉廷玉，並派翻譯人員入山勸說馬來（即烏來）八社「生番」。結果安撫成功，所有原住民八個社，都接受安撫。1891年淡水縣歲貢貢生。
乙未戰爭之時，日軍進迫獅球嶺。唐景崧不願死守八堵，逃往滬尾搭上德國商用輪船。清軍向德國商輪開砲攻擊，但引起德國軍艦開砲還擊。當時台北城內充滿了散兵遊勇與匪徒，死亡500多人，甚多人爭吵要返回中國大陸，李秉鈞只得委請吳聯元、陳舜臣、李春生等向日軍請求，但不敢去。僅辜顯榮基隆見謁總督。並讓原居於台北城，而想返回中國的粵勇及民眾，聚集於淡水港。當日軍過濾名單的同時，遠在台中的丘逢甲自任副總統，眾人遂得以脫離日軍之手。
台灣日治時期後，李秉鈞於明治28年（1896年）擔任台北縣事務囑託，明治30年（1897年）4月授佩紳章，9月任台北縣參事，並任總督府國語學校囑託。明治34年（1901年），被任命為臨時舊慣調查會事務囑託。明治37年（1904年）病逝。